# Vangelo di Andrea
Il Vangelo di Andrea è un vangelo apocrifo con attribuzione pseudoepigrafa all'apostolo Andrea. 
Andato perduto, ne sono pervenute solo testimonianze indirette tramite alcuni Padri della Chiesa. 
Forse coincide con l'apocrifo Atti di Andrea, risalente al II secolo.